# Вудаш
Вудаш (чуваш. Вутăш) — духи воды в чувашской мифологии.

## Этимология
От финно-угорского Вудаш (Водыж) - Водяной

## Сфера деятельности
В вудашей, по поверьям, превращались утопленники.
По одной версии, это полулюди-полурыбы, по другой — такие же существа, как люди, на двух ногах, живут в больших прудах, реках и озерах.
Считалось, что вудаши живут под водой, ведут тот же образ жизни, что и люди. Они имеют семьи, среди них есть и старцы, и младенцы.
В полдень людям нельзя купаться, в это время купаются сами вудаши. В солнечные дни они выходят на берег в обличье красивых черноволосых девушек и усаживаются расчёсывать золотым гребешком свои длинные волосы. В таком виде они и показываются людям. Но те не должны видеть вудашей, потому что духи воды могут утащить их на дно. Однако мужчине, ставшему её возлюбленным, вудаш носила деньги. Вудашей было бы несметное количество, но на рассвете, когда они также выходят на берег полежать, их поедают волки.
Иногда вудаши засыпают на берегу, и если надеть на них крест, они не могут обратно войти в воду. В такие моменты чего у них человек ни попросит, они всё дадут, лишь бы с её шеи сняли крест.
Воздействием вудашей объяснялись болезни (кашель) и бедствия (разрыв плотины).
Вудашу полагалось жертвоприношение. При хождении за водой требовалось благодарить духа воды, возле источника соблюдалось приличное поведение. Согласно некоторым мифам, при постройке водяных мельниц вудаши требовали человеческих жертв. Иногда этих духов отождествляли с Матерью воды (чуваш. «шыв амăшĕ»), Отцом воды («шыв ашшĕ»), Божеством воды («шыв турри») и Водяным шуйтаном («шыври шуйттан»), которым также приносились умилостивительные жертвы.
Термин «вутăш» финно-угорского происхождения.
В мифологии татар вудашу соответствует дух су анасы.

## См.Также
Водяной
Вуд-Ава
Ведява
Вумурт